# I Liceum Ogólnokształcące im. Króla Kazimierza Wielkiego w Brzozowie
I Liceum Ogólnokształcące im. Króla Kazimierza Wielkiego w Brzozowie – liceum ogólnokształcące z siedzibą w Brzozowie.

## Historia

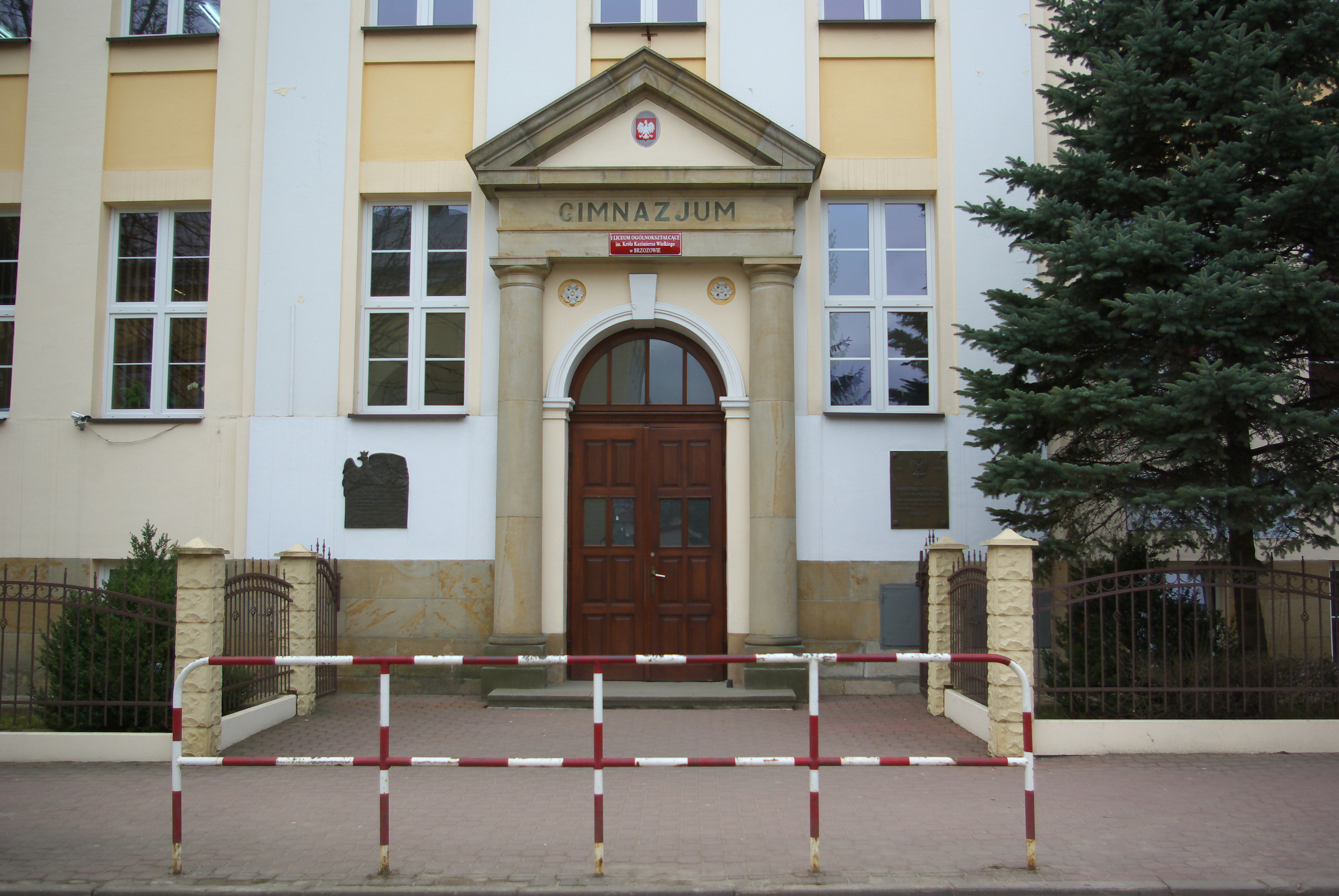
Wejście do budynku od strony ulicy Waleriana Pańki

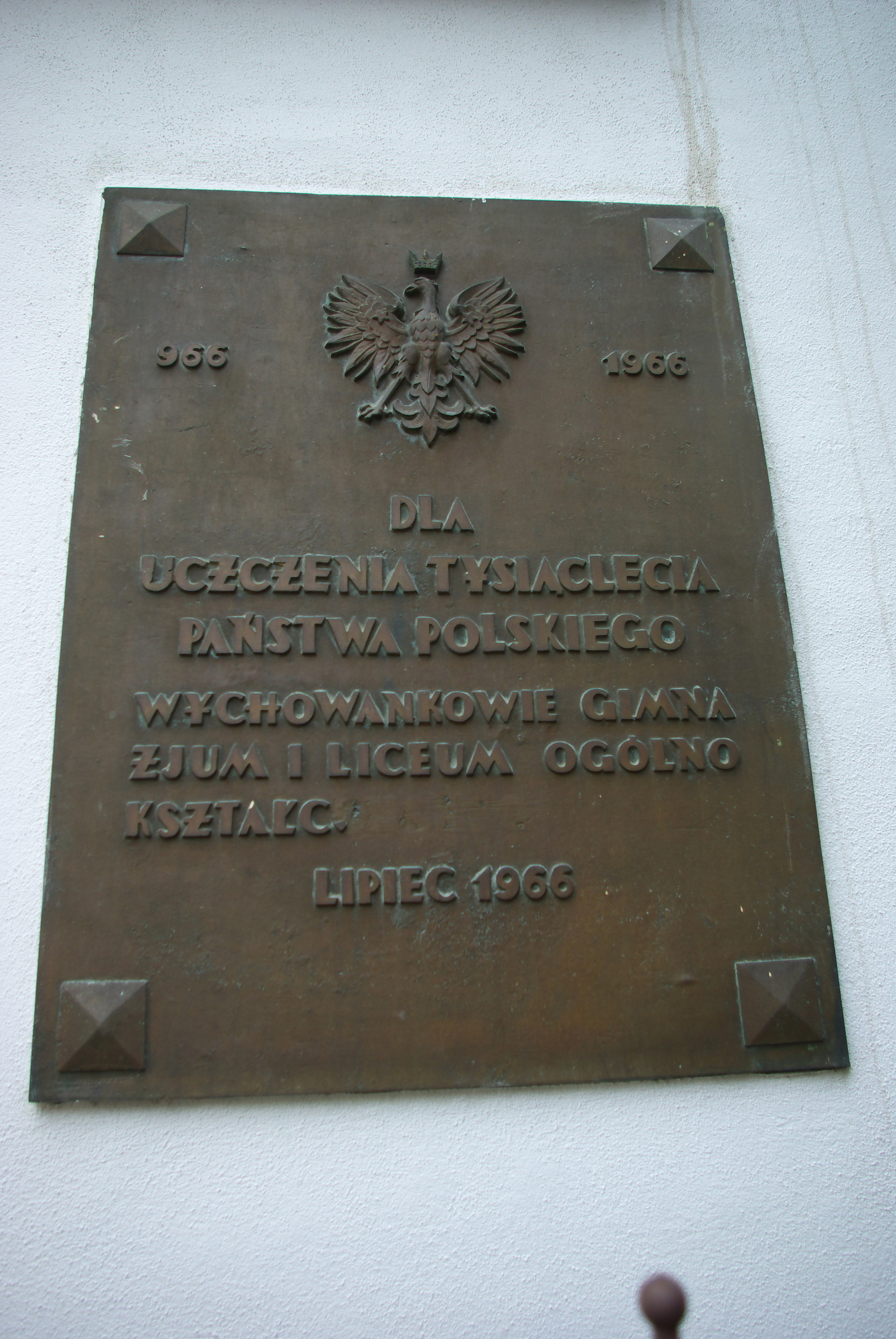
Tablica pamiątkowa z 1966

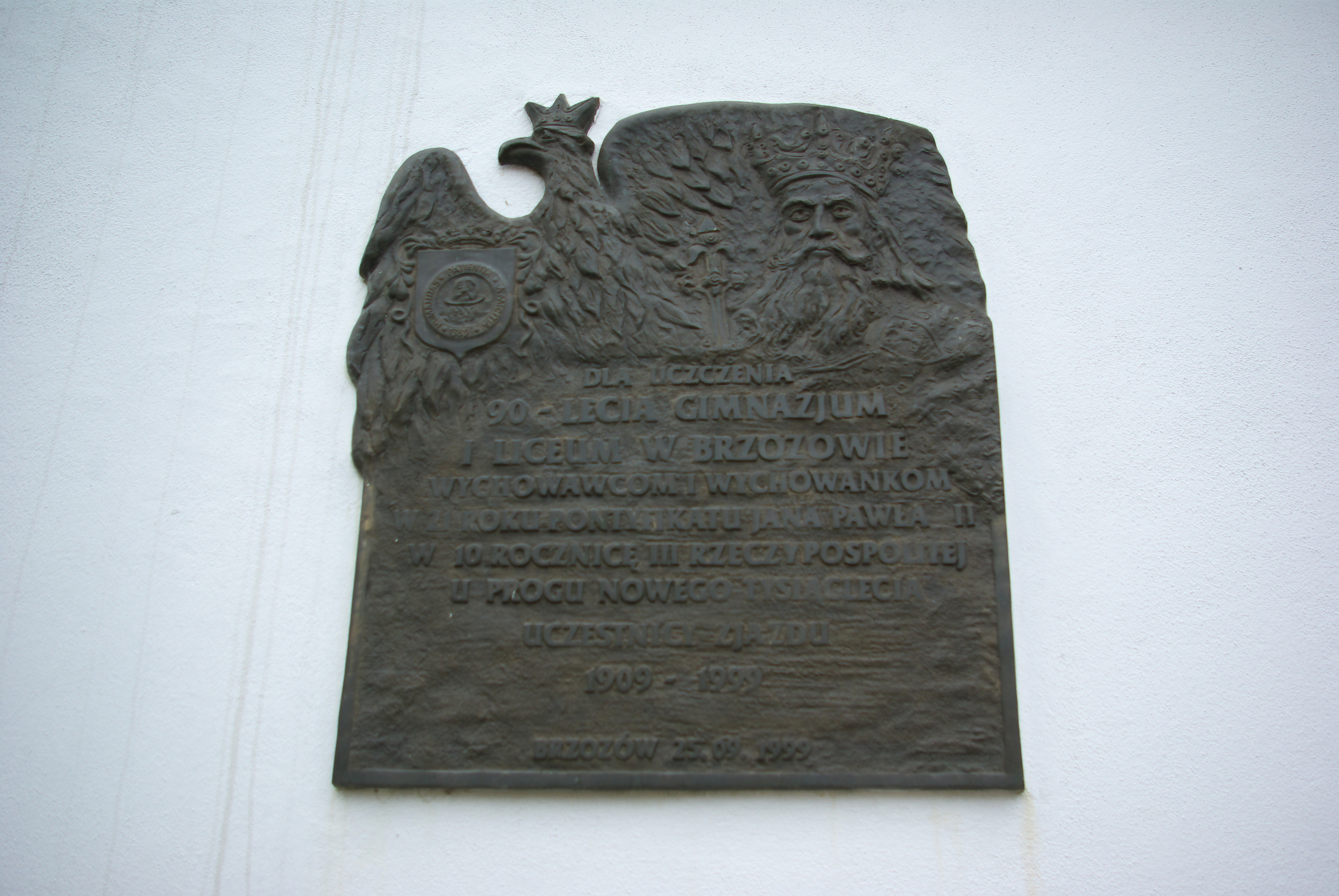
Tablica pamiątkowa z 2009

Szkoła została utworzona decyzją z 7 sierpnia 1909, wydaną przez władcę Austro-Węgier Franciszka Józefa I jako państwowe gimnazjum z językiem polskim wykładowym. Urzędującym starostą brzozowskim był wówczas Józef Lange. W 1911 szkoła została przeniesiona do siedziby po szkole ludowej przy ul. Adama Mickiewicza (obok budynku obecnej poczty). Starania na rzecz budowy gmachu gimnazjum w Brzozowie poczynił poseł Stanisław Rymar, któremu 30 września 1925 przyznano tytuł honorowego obywatela Brzozowa, wręczony podczas uroczystości poświęcenia kamienia węgielnego budynku 25 października tego roku. Budynek był wznoszony od tego czasu i został ukończony w 1931. Jego remont prowadzono od 1986 do 1990.
Pierwsi absolwenci brzozowskiego gimnazjum ukończyli szkołę w 1917 podczas I wojny światowej. Tuż po odzyskaniu przez Polskę niepodległości i nastaniu II Rzeczypospolitej, w styczniu 1919 szkole nadano nazwę Państwowe Gimnazjum w Brzozowie. W roku szkolnym 1919/1920 wycofano cztery klasy wyższe z uwagi na brak kadry nauczycielskiej oraz pomieszczeń, po czym od 1920/1921 sukcesywnie przywracano te klasy, po czym w roku 1923/1924 wprowadzono ponownie pełny stan ośmiu klas. W latach 20. szkoła mieściła się przy ul. Adama Mickiewicza 140. Wówczas gimnazjum było szkołą typu humanistycznego. W 1926 w gimnazjum było osiem klas z dziewięcioma oddziałami, w których uczyło się łącznie 325 uczniów i 48 uczennic. W czasie wydawania zarządzeń przez Ministra Wyznań Religijnych i Oświecenia Publicznego Wojciecha Świętosławskiego z 23 lutego 1937  w toku tzw. reformy jędrzejewiczowskiej nadal istniało Państwowe Gimnazjum w Brzozowie, szkoła miała charakter koedukacyjny.
Organizowano Zjazdy Absolwentów i Wychowanków Gimnazjum i Liceum Ogólnokształcącego: I w czerwcu 1959 (50-lecie istnienia szkoły oraz 600-lecie lokacji Brzozowa), II w dniach 29–30 lipca 1966 (podczas obchodów 1000-lecia Państwa Polskiego), III we wrześniu 1984 (75-lecie istnienia szkoły), IV w dniach 25–26 września 1999 (90-lecie istnienia szkoły). W dniach 18–20 września 2009 odbyły się uroczystości 100-lecia istnienia szkoły.
W przeszłości patronem duchowym gimnazjum był św. Stanisław Kostka. Podczas uroczystości jubileuszowych w 1984 oficjalnym patronem szkoły został król Kazimierz III Wielki, który w 1359 nadał Brzozowowi dokument lokacyjny.
Stworzono hymn szkoły.

## Dyrektorzy
- dr Stanisław Pająk (1909-1919)[2]
- ks. Jakub Szypuła (1919-1920)
- dr Sebastian Flizak (1920-1926)[9]
  - Jan Zakrzewski (zastępował dyrektora czasowo od 1 maja 1925)[10]
- Michał Mrozowski (1926-1944)
- Edward Olszewski (1944-1946)
- Jan Armatys (1946-1955)
- Antoni Ceptowski (1955-1961)
- Karol Święcicki (1961-1970)
- Jan Stanisz i Maria Filipowicz (1970-1971)
- dr Stanisław Janiga (1971-1974)
- Czesław Rosolski (1974-1984)
- Kazimierz Kozubal (1984-1992)
- Zbigniew Sawka (1992-2005)
- Mieczysława Trześniowska (2005-2006)
- Dorota Kamińska (2006-)

## Nauczyciele
- Karol Benedykt Kautzki (od 1912[11][12])
- Jerzy Ferdynand Adamski

## Uczniowie i absolwenci
W nawiasach podano lata ukończenia szkoły zakończone uzyskaniem matury.
Absolwenci
- Stefan Atlas – dziennikarz, ojciec Janusza (1938)
- Augustyn Baran – prozaik, historyk, dziennikarz (1963)
- ks. Ludwik Bielawski – duchowny katolicki (1936)
- doc. dr inż. Roman Bielawski – działacz przemysłu naftowego (1929)
- prof. Stanisław Bodniak – historyk (1918)
- płk dypl. Franciszek Buczek – (1917)
- prof. Bogusław Dopart – literaturoznawca, teoretyk i historyk literatury (1973)
- Zbigniew Dydek – działacz społeczny i polityczny, poseł na Sejm PRL (1945)
- inż. Stanisław Dydek – mechanik, nauczyciel, działacz społeczny, pisarz, publicysta (1945 lub 1946)
- Henryk Kapiszewski – prawnik, historyk, archiwista, działacz harcerski (1918)
- prof. Mieczysław Kędra – kardiolog
- Jan Baraś-Komski – malarz (1926)
- płk dr Roman Kościński (1937)
- prof. dr hab. inż. Józef Kruczek (1937)
- gen. bryg. Bolesław Matusz (1950)
- Tadeusz Miciak – żołnierz, działacz ludowy i spółdzielczy (1934)
- ppor. Józef Mikoś – ofiara zbrodni katyńskiej (1935)
- płk Józef Mrozek – działacz komunistyczny, oficer LWP, funkcjonariusz MBP (1929)
- ppłk Kazimierz Owoc – oficer, wykładowca (1933)
- prof. Walerian Pańko – prawnik, nauczyciel akademicki, poseł na Sejm X kadencji, prezes Najwyższej Izby Kontroli (1959)
- prof. Zbigniew Puchajda – wykładowca akademicki, polityk, działacz socjalistyczny (1957)
- Józef Rzepka – samorządowiec, polityk, burmistrz Brzozowa, starosta brzozowski (1975)
- Zenon Sobota – żołnierz Armii Krajowej (1926)
- prof. Krzysztof Zamorski – historyk, dyrektor Biblioteki Jagiellońskiej (1971)
- prof. dr hab. Kazimierz Sabik – hispanista, teatrolog i komparatysta, wykładowca literatury hiszpańskiej (1957)
- Szymon Stapiński – samorządowiec, polityk, burmistrz Brzozowa (2006)[13]
- Paweł Baran – dziennikarz sportowy (2015)[14]

Uczniowie
- ppor. Zygmunt Bezucha – technik leśnictwa, ofiara zbrodni katyńskiej (nauka tymczasowa)
- Władysław Byszek – pedagog, członek kierownictwa Ruchu Miecz i Pług (nauka od 1913, przerwana)
- kpt. pilot Michał Cwynar – as myśliwski w II wojnie światowej (nauka do 1933)
- bp Stanisław Jakiel – biskup rzymskokatolicki (cztery lata nauki)
- dr Stanisław Kijak – historyk
- por. Edward Kilarski – nauczyciel, ofiara zbrodni katyńskiej (nauka tymczasowa)
- prof. Marian Konieczny – rzeźbiarz, rektor ASP w Krakowie, poseł
- por. Wincenty Kwiatkowski – oficer, ofiara zbrodni katyńskiej (do 1925)
- prof. Józef Obłój – chemik, inżynier, profesor, współtwórca przemysłu chemicznego i petrochemii w Polsce
- prof. dr hab. inż. Tadeusz Pilawski – specjalista towaroznawstwa (1946-1947)
- Józef Rogowski – pamiętnikarz, regionalista brzozowski
- Józef Stachowicz – pedagog, polonista, organizator tajnego nauczania w powiecie sanockim (nauka tymczasowa)
- Ofiary zbrodni katyńskiej: ppor. Roman Pilawski, por. Wiesław Spiczak, por. Witold Tietze.

## Upamiętnienia
- Tablica ustanowiona podczas II Zjazdu Absolwentów i Wychowanków Gimnazjum i Liceum Ogólnokształcącego w lipcu 1966 upamiętniająca Tysiąclecia Państwa Polskiego. Znajduje się przy wejściu do budynku od strony ulicy Waleriana Pańki.
- Tablica pamiątkowa ustanowiona podczas uroczystości 90-lecia szkoły 25 września 2009. Znajduje się przy wejściu do budynku od strony ulicy Waleriana Pańki.
- Tablica upamiętniająca stulecie harcerstwa w Brzozowie (1912-2012). Umieszczona na wschodniej ścianie gmachu, na lewo od wejścia do budynku od strony ulicy Waleriana Pańki.
- Przy szkole zostały zasadzone dwa Dęby Pamięci honorujące dwie ofiary zbrodni katyńskiej, związane z Brzozowem; upamiętnieni zostali: ppłk Edward Kościński[15] i por. Roman Pilawski.
- Obok szkoły, u zbiegu ulic Armii Krajowej i Waleriana Pańki, znajduje się pomnik króla Kazimierza Wielkiego.